# Võ Nguyên Giáp
Võ Nguyên Giáp (Quảng Bình, 25 augustus 1911 – Hanoi, 4 oktober 2013) was een Vietnamees militair leider. Zijn familienaam is Võ.
Võ Nguyên Giáp werd geboren in 1911 in de provincie Quảng Bình. In die tijd was Vietnam nog een kolonie van Frankrijk. Tijdens zijn studie aan de universiteit van Hanoi werd Võ beïnvloed door de geschriften van Hồ Chí Minh, waarna hij zich in de jaren dertig aansloot bij de Indochinese communistische partij. Võ was in die tijd leraar geschiedenis. 
In 1940 vluchtte Võ naar Zuid-China, waar hij Hồ en Pham Van Dong (de latere premier van Noord-Vietnam) ontmoette. Zij besloten het verzet tegen de Japanse bezetter in Tonkin te organiseren. Võ nam deze taak op zich.
De eerste guerrillagroepjes werden in 1941 actief. In de loop van de jaren werden deze groepjes langzamerhand samengebundeld tot een strijdmacht die het bergachtige noordoosten van Tonkin ging beheersen. Deze strijdmacht kreeg op 22 december 1944 formeel de naam Vietnamees Bevrijdingsleger.

## Onafhankelijkheidsstrijd
Nadat in augustus 1945 de Vietnamese onafhankelijkheid was uitgeroepen wijdde Võ zich aan de verdere opbouw van de gewapende macht. Pham Van Dong was in Frankrijk in onderhandeling over de toekomst van Vietnam, maar Võ vermoedde dat de Fransen alleen onderhandelden om tijd te winnen terwijl zij een militaire machinerie in gereedheid brachten om de nieuwe onafhankelijke Vietnamese nationale staat te verpletteren. Võ trof voorbereidingen voor een verdediging, ervan uitgaande dat de oorlog lang zou kunnen gaan duren. In de bergstreken van Tonkin werden verzetsbases gevestigd, waarop de regering, het leger en wat er aan industrie was zich terug konden trekken in geval van een Franse aanval.
Võ besteedde veel aandacht aan politieke instructie, niet omdat hij een voorkeur had voor ideologische indoctrinatie, maar omdat hij er als nationalist van uitging dat de strijd vooral politiek zou worden beslist.
In Võ's gedachtegang voerde Vietnam een politieke strijd; in dit opzicht ontleende hij veel aan de ervaringen van de Chinese communisten en aan de politieke en strategische theorieën van Mao Zedong. Belangrijk was wat er gebeurde op politiek en bestuurlijk vlak op het laagste niveau. De gewone dorpelingen en kleine boeren stonden centraal, het ging om het volk. Ook toen het leger sterk genoeg was om het te laten aankomen op een geregelde veldslag concentreerde Võ zijn aandacht op het volk. Het Vietnamese leger was niet zomaar de gewapende arm van een willekeurige regering die over de hoofden en op de ruggen van het volk een oorlog voerde die dat volk in wezen koud liet. Er werd een band  tussen het volk, de regering en de strijdkrachten, waardoor de Vietnamese vrijheidsoorlog een volksoorlog werd waarin de gehele natie betrokken was. Dit uitgangspunt was nodig om de strijd te kunnen winnen tegen de materieel en technisch superieure vijand die Frankrijk was.
In november 1946 breidde de oorlog zich over het hele land uit. De Fransen kregen geen vat op de bevolking en werden door de guerrilla behoorlijk uitgeput. In 1950 was de slag bij Cao Bằng, waar de Fransen een gevoelige nederlaag leden. In de jaren hierna kreeg de oorlog een steeds grimmiger karakter.
De Fransen werden materieel en financieel gesteund door de Verenigde Staten, maar in 1954 slaagden de Vietnamezen erin hen te verslaan in de Slag bij Điện Biên Phủ. Dit was het hoogtepunt van Võ's carrière als opperbevelhebber van het Vietnamese leger. Zijn tactiek, die nooit was onderwezen op de Franse militaire academie, had gezegevierd. Na deze Franse nederlaag werd een wapenstilstand gesloten. Op dat moment beheersten de Vietnamezen ongeveer driekwart van het land, waaronder meer dan de helft van wat voor de officiële hereniging in 1976 Zuid-Vietnam heette.

## Verdeling van het land
Na de verdeling van Vietnam en het begin van de opstand in het Zuiden - er was toen nog geen sprake van enige steun van Hanoi aan de gewapende tegenstanders van de regering in Saigon - deed Võ uitspraken dat het noorden het volk van het zuiden moest bijstaan. De Amerikanen voerden deze uitspraak aan als een van de vele bewijzen van Noord-Vietnamese slechte bedoelingen. Võ's opmerkingen waren echter meer bedoeld als solidariteitsverklaringen dan als een oproep tot ingrijpen.
Pas toen de burgeroorlog in het zuiden in volle hevigheid losbarstte en in 1965 leidde tot achtereenvolgende interventies van de Verenigde Staten en Noord-Vietnam, werd Võ weer direct betrokken bij de oorlog. Al werd het Zuid-Vietnamese Bevrijdingsleger beïnvloed door Võ's inzichten, Võ zelf gaf geen directe leiding aan de strijd in het zuiden. Zijn hoofdtaak lag in Noord-Vietnam, waar hij het leger en het volk organiseerde voor de verdediging tegen de Amerikaanse luchtmacht en het voorbereidde op een mogelijke invasie.
Võ Nguyên Giáp is voorgesteld als de man die de Japanners in Tonkin in het nauw dreef, het Franse kolonialisme in Indo-China de nekslag gaf en met succes de Verenigde Staten weerstond. Dat is waar, maar het is niet alles. Ontegenzeglijk was hij een briljant strateeg, maar in Vietnams langdurige oorlog met Frankrijk en Amerika lag het kernpunt niet alleen bij de veldheer, maar ook bij het volk.

## Onderscheidingen
- Orde van de Gouden Ster in 1992[1]
- Ho Chi Minh Orde (2x)[1]
- Orde voor Militaire Prestaties (2x)
- Orde van de Vastberadenheid om te zegevieren (6x)
- Orde van de Verdediging van het Vaderland
- Orde voor Bijzondere Prestaties
- Medaille voor Onberispelijke Service